# Jingle Bells (singel Basshuntera)
„Jingle Bells” (także „Jingle Bells (Bass)”) – piąty singel szwedzkiego muzyka Basshuntera, wydany 13 listopada 2006 roku, singel z albumu LOL <(^^,)>.
Singel znalazł się na dziewiątym miejscu norweskiej listy Top 20 Singles i trzynastym szwedzkiej Top 60 Singles. Był także notowany na 31. pozycji holenderskiej listy Single Top 100 oraz 35. brytyjskiej Singles Top 100.

## Opis
„Jingle Bells” jest wyprodukowanym przez Basshuntera coverem XIX-wiecznej kompozycji Jamesa Pierponta. Utwór trwa dwie minuty i 45 sekund oraz został skomponowany w stylu dance. Piosenka ma tempo 145 uderzeń na minutę i jest zapisana w tonacji a-moll. Basshunter chciał uczynić piosenkę ciężką. Stwierdził, że jako świąteczna kompozycja jest to wielki świąteczny prezent.

## Wydanie i odbiór
Singel został wydany 13 listopada 2006 roku, a dzień później utwór został wydany w kolejnej wersji albumu LOL <(^^,)>. W jednej z wersji wydanych w 2008 roku dodano remiks singla „All I Ever Wanted” wykonany przez Ultra DJ–a, a do tytułu singla dodano w nawiasie wyraz „Bass”. W 2009 roku został wydany mashup teledysku do utworu „I Miss You” z „Jingle Bells”. W 2020 roku piosenka została wykorzystana przez szwedzką policję i służby ratunkowe w regionie Bergslagen w świątecznym filmie krótkometrażowym.

## Lista utworów
- Digital download (13 listopada 2006)[3]

1. „Jingle Bells” – 2:45

- Digital download (14 grudnia 2008)[10]

1. „Jingle Bells (Bass)” – 2:45
2. „All I Ever Wanted” (Ultra DJ’s Remix) – 5:34

## Pozycje na listach przebojów
| Kraj            | Lista (2006–2007 2008–2009) | Najwyższa pozycja |
| --------------- | --------------------------- | ----------------- |
| Norwegia        | Top 20 Singles              | 9                 |
| Szwecja         | Top 60 Singles              | 13                |
| Holandia        | Single Top 100              | 31                |
| Wielka Brytania | Singles Top 100             | 35                |